# Pirati (Annalisa)
Pirati è un singolo promozionale della cantante italiana Annalisa, pubblicato l'11 gennaio 2013.
Il brano è stato inserito nella colonna sonora dell'edizione italiana del film L'era glaciale 4 - Continenti alla deriva.

## Descrizione
Il testo, ispirato al personaggio di Shira, segue quali tematiche il cambiare senza rinunciare alla vitalità, la lealtà, l'amicizia e la libertà di scegliere. La cantante ha affermato, una volta visionate le bozze del testo in corso d'opera, di aver modificato assieme all'autore del brano, Lorenzo Ferretti, alcuni passaggi dello stesso.
Il brano, anticipato dalla rotazione radiofonica avvenuta il 22 dicembre 2012 e successivamente dalla pubblicazione universale del videoclip avvenuta il 5 gennaio 2013, è stato reso disponibile in download digitale dall'11 gennaio 2013.

## Video musicale
Il videoclip, per la regia di Luca Gatti, è stato distribuito in anteprima il 4 gennaio 2013 sul sito TGcom24 ed il giorno seguente universalmente nel canale YouTube della Warner Music Italy. Il video ripercorre alcune scene della pellicola, con una bambina che guarda il film a casa, mentre Annalisa compare in sottofondo interpretando il brano.

## Tracce
1. Pirati – 4:07 (Lorenzo Ferretti)

## Formazione
Musicisti
- Annalisa – voce
- Charles Burgi – arrangiamento strumenti ad arco
- Toby Chapman – pianoforte, chitarra
- Matteo Cifelli – programmazione, sintetizzatore

Produzione
- Matteo Cifelli – produzione, registrazione
- Lorenzo Ferretti – produzione, registrazione, pre-produzione
- Andrea Cataldo – registrazione parti vocali